# Akos Sollar
Akos Sollar, född 9 augusti 1942 i Veszprém i Ungern, är en ungersk-svensk skulptör och målare, verksam i Sverige. 
Akos Sollar studerade vid Konstindustriella högskolan i Budapest 1961–1962, Konstakademien i Warszawa 1963–1965, Académie des Beaux-Arts i Paris 1965–1967 och Konstfack i Stockholm 1967–1969. Han medverkade i utställningen Unga talanger i Budapest 1963 och Warszawas Unga Konstnärer 1964 och 1965 samt Salon des jeunes i Paris och Concours de Prix de Rom 1966, separat har han ställt ut på bland annat Galleri Heland i Stockholm.  
Han var teckningslärare på Centralskolan i Nässjö i början av 70-talet och konstlärare på Sörängens folkhögskola fram till 2008.
Akos Sollar finns representerad i Nässjö stads konstsamlingar.